# Zgłowień

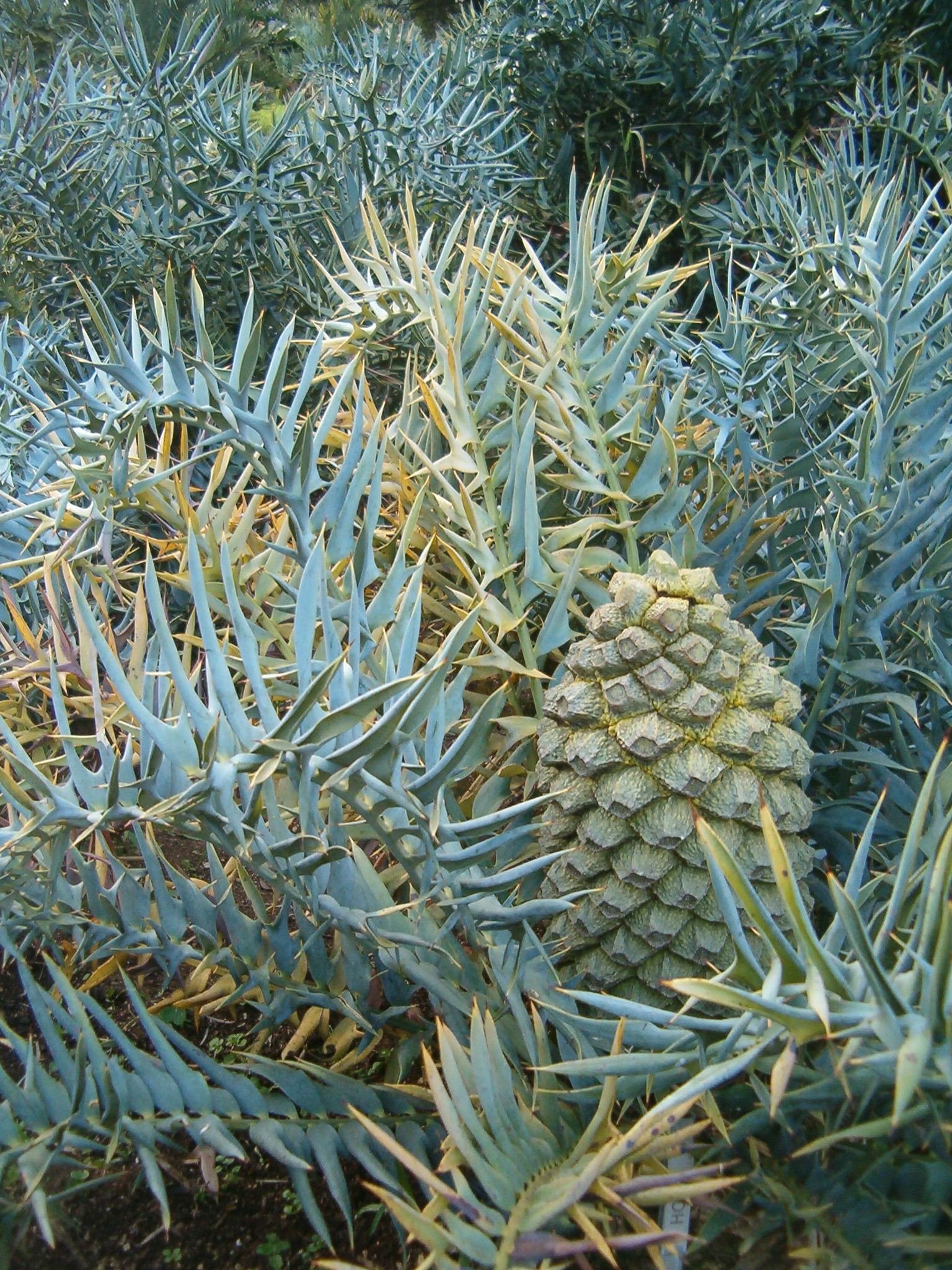
Encephalartos horridus

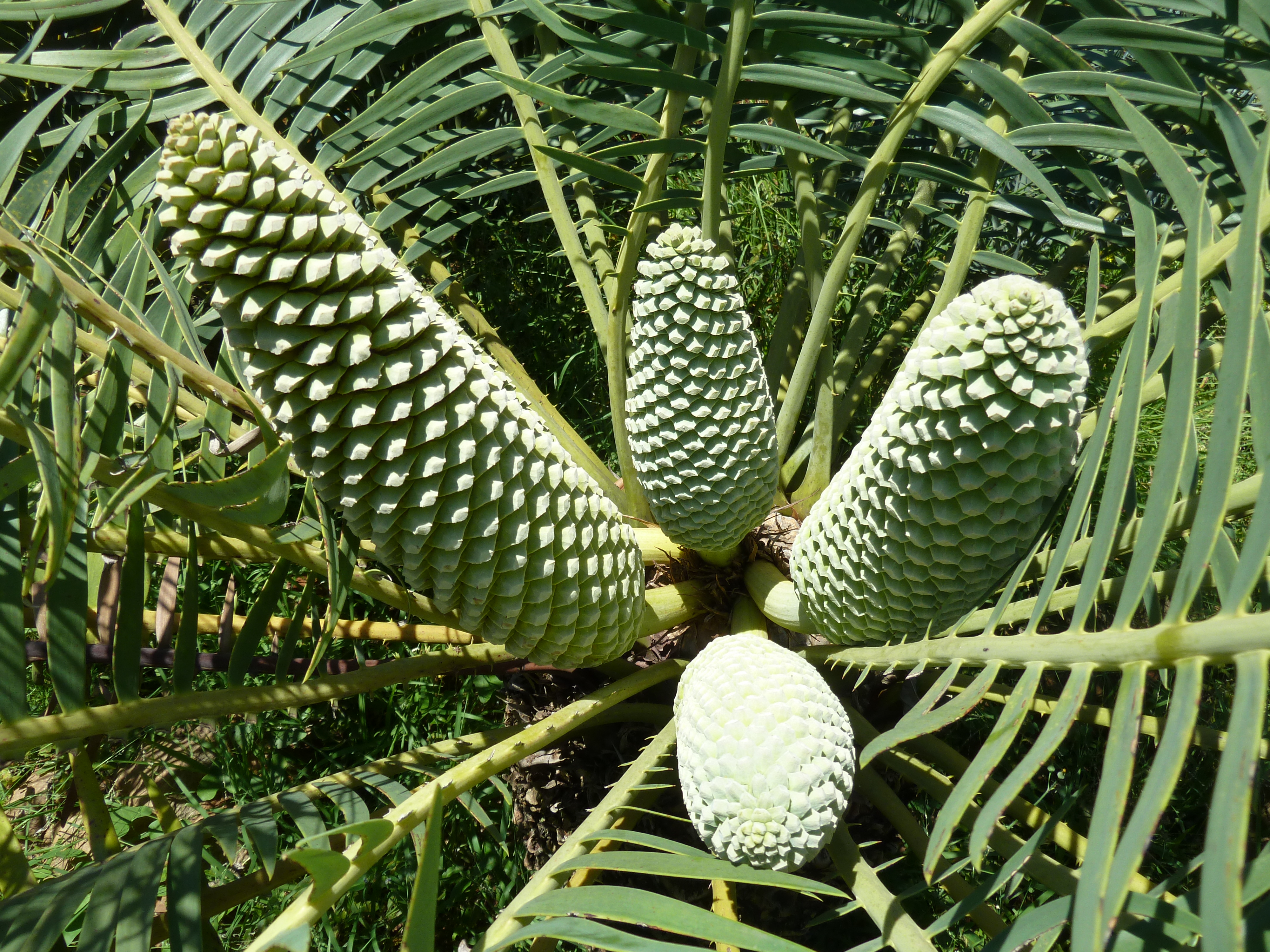
Encephalartos inopinus

Zgłowień, możdżeniec (Encephalartos Lehm.) – rodzaj roślin nagonasiennych z rodziny zamiowatych. Obejmuje 65–66 gatunków. Wszystkie one występują w Afryce Subsaharyjskiej. Przy czym stosunkowo nieliczne w tropikach – największe ich zróżnicowanie jest w południowej części kontynentu. Rośliny te rosną zwykle na terenach skalistych, na stokach wzgórz i nadmorskich wydmach, na terenach pustynnych i na sawannach, także drzewiastych. Kwiaty zapylane są przez ryjkowcowate.
Bardzo liczne gatunki są zagrożone z powodu niszczenia siedlisk, pozyskania roślin do uprawy i do wykorzystania w lecznictwie. Wszystkie gatunki objęte są ochroną na mocy Konwencji o międzynarodowym handlu dzikimi zwierzętami i roślinami gatunków zagrożonych wyginięciem (CITES). Do gatunków wymarłych w naturze należy Encephalartos woodii, który jednak zachowany został w postaci okazów męskich, rozmnażanych wyłącznie wegetatywnie. Liczne gatunki uprawiane są jako ozdobne, w klimacie umiarkowanym w szklarniach i doniczkach (okaz zgłowienia Altensteina E. altensteinii rosnący od 300 lat w pojemniku w Hortus Botanicus Amsterdam uznawany bywa za najstarszą żyjącą roślinę doniczkową, aczkolwiek w Hanowerze uprawiany jest w pojemniku od 1653 granat właściwy).
Pień tych roślin wykorzystywany jest do pozyskiwania sago. Wyrabia się z niego mąkę i dlatego rośliny te zwane bywają „palmami chlebowymi”. Także ich nazwa naukowa do tego nawiązuje, bowiem utworzona została z greckich słów en cephali (w głowie) i artos (chleb). 

## Morfologia

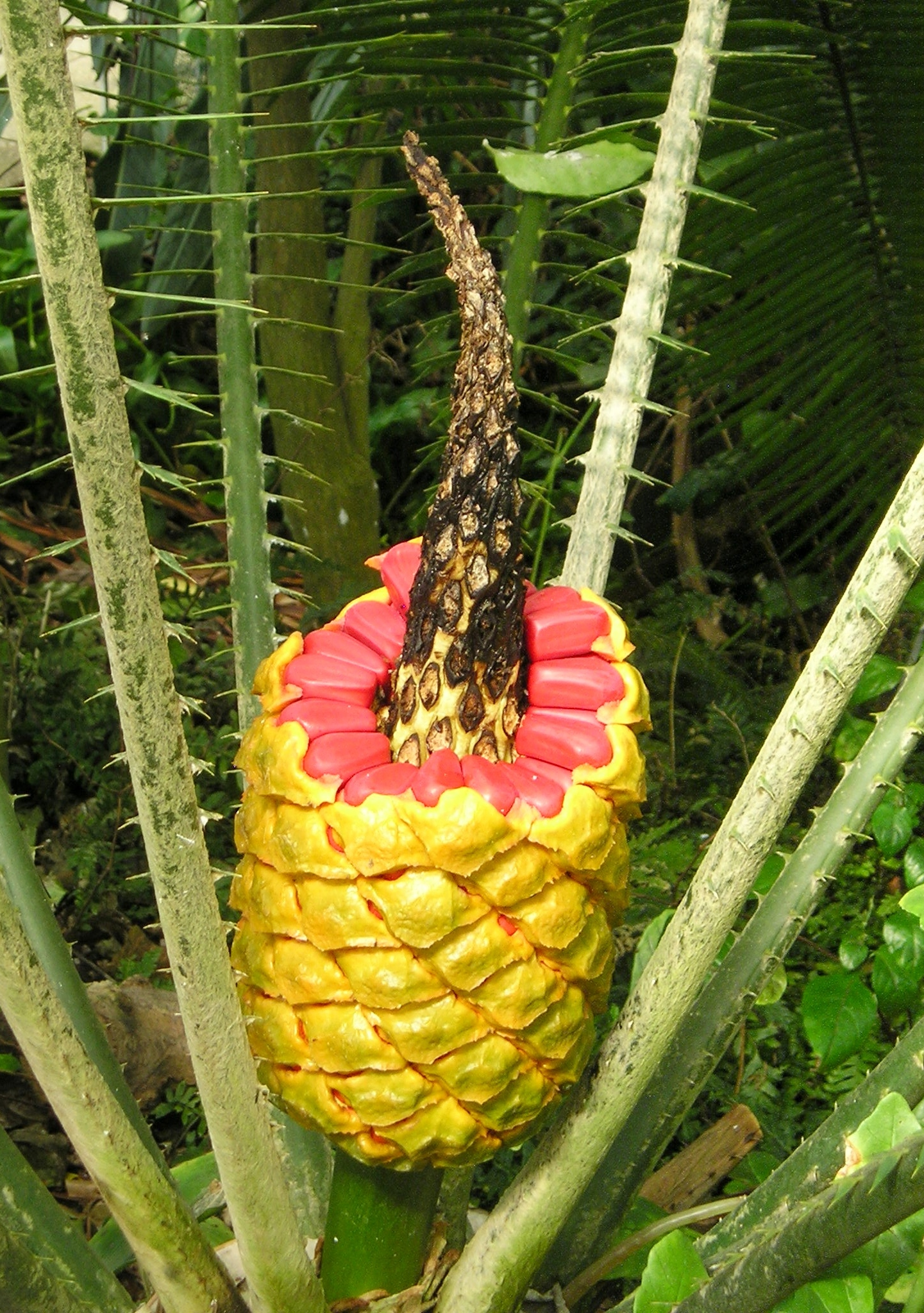
Szyszka żeńska Encephalartos villosus z czerwonymi nasionami

PokrójRośliny o walcowatym, zdrewniałym pędzie o zróżnicowanej wysokości (od wyrastających niewiele ponad powierzchnię ziemi, aż do kilkunastu metrów). U większości gatunków krępe pnie nie przekraczają wysokości 3–3,5 m długości. Najbardziej okazałe rośliny z gatunku E. laurentianus osiągają 15 m wysokości i mają pień o średnicy 1 m (to zarazem największy przedstawiciel współczesnych sagowców). Pnie rosną prosto ku górze, ale u części gatunków też pokładają się, często rozgałęziają się u nasady (tworzą odrosty), bardzo rzadko rozgałęziają się w górnej części. Pnie okryte są trwałymi i zdrewniałymi nasadami liści.
LiścieWyrastają na pędzie skrętolegle porozdzielane katafilami. Dolne liście zredukowane są często do pojedynczych cierni, wyżej położone mają blaszkę pierzasto złożoną. Liście osiągają od 0,6 do 6 m długości. Mają barwę niebieskoszarą do ciemnozielonej, błyszczącą lub matową. Nasady liści są rozszerzone i u niektórych gatunków silnie przebarwione. Oś liścia bez kolców. Poszczególne listki pojedyncze, na brzegu zwykle kolczaste, ząbkowane lub klapowane, pozbawione wyraźnej wiązki przewodzącej centralnej, za to z licznymi, rozwidlającymi się żyłkami. Nasada listków nie jest członowana i pozbawiona jest odmiennie zabarwionych gruczołków. Liście z reguły są omszone, przynajmniej za młodu, włoski je pokrywające są pojedyncze lub rozgałęzione, przezroczyste.
Organy zarodnionośneMikrospory (zwane u sagowców już ziarnami pyłku) powstają w mikrosporangiach. Mają one ściany wielowarstwowe i powstają na dolnej stronie mikrosporofili. Te łuskowate męskie liście zarodnionośne zebrane są po kilka w szyszkowaty mikrostrobil (szyszkę męską). Są one liczniejsze od żeńskich, od których różnią się bardziej wydłużonym („wężowatym”) kształtem i dłuższymi szypułkami.
Zalążki rozwijają się w bocznej pozycji na liściopodobnych lub łuskowatych makrosporofilach (żeńskich liściach zarodnionośnych). Skupiają się one na szczycie pędu w szyszkowate makrostrobile (szyszki żeńskie). Osiągają one od 30 do 80 cm wysokości, są siedzące lub krótkoszypułkowe, koloru szaroniebieskiego, brązowego lub czerwonego. Rozwijają się pojedynczo lub po kilka na szczycie pędu. Zarówno makro- jak i mikrosporofile w szyszkach nie są kolczasto zakończone.
NasionaKulistawe do elipsoidalnych, zawsze z mięsistą łupiną nasienną barwy czerwonej, żółtej, pomarańczowej lub brązowej. Nasiona, rosnąc tuż obok siebie w szyszce, ściskają się wzajemnie, nadając sobie nawzajem w efekcie kształt kanciasty.

## Systematyka
Jeden z rodzajów z rodziny zamiowatych Zamiaceae z rzędu sagowców Cycadales i klasy sagowcowych Cycadopsida. W obrębie rodziny jest siostrzanym rodzajem dla endemicznego dla Australii rodzaju Lepidozamia, wraz z którym tworzy grupę siostrzaną dla także australijskiego rodzaju makrozamia Macrozamia. Wszystkie to rodzaje tradycyjnie (w systemie bazującym na cechach morfologicznych) łączone są w plemię Encephalarteae Miq., przy czym tradycyjny podział na podplemiona (Macrozamiinae D.Stevenson i Encephalartinae Benth. et Hook.f.), jako oparty na kryterium geograficznym, został podważony w badaniach molekularnych. 
Wykaz gatunków
- Encephalartos aemulans Vorster
- Encephalartos altensteinii  Lehm. – zgłowień Altensteina[17]
- Encephalartos aplanatus Vorster
- Encephalartos arenarius R.A.Dyer
- Encephalartos barteri Carruth. ex Miq.
- Encephalartos brevifoliolatus Vorster
- Encephalartos bubalinus Melville
- Encephalartos caffer (Thunb.) Lehm.
- Encephalartos cerinus Lavranos & D.L.Goode
- Encephalartos chimanimaniensis R.A.Dyer & I.Verd.
- Encephalartos concinnus R.A.Dyer & I.Verd.
- Encephalartos cupidus R.A.Dyer
- Encephalartos cycadifolius  (Jacq.) Lehm.
- Encephalartos delucanus Malaisse, Sclavo & Crosiers
- Encephalartos dolomiticus Lavranos & D.L.Goode
- Encephalartos dyerianus Lavranos & D.L.Goode
- Encephalartos equatorialis  P.J.H.Hurter
- Encephalartos eugene-maraisii I.Verd.
- Encephalartos ferox G.Bertol.
- Encephalartos flavistrobilus  I.S.Turner & Sclavo
- Encephalartos friderici-guilielmi Lehm.
- Encephalartos ghellinckii Lem.
- Encephalartos gratus Prain
- Encephalartos heenanii R.A.Dyer
- Encephalartos hildebrandtii A.Braun & C.D.Bouché
- Encephalartos hirsutus P.J.H.Hurter
- Encephalartos horridus (Jacq.) Lehm. – zgłowień straszliwy[17]
- Encephalartos humilis I.Verd.
- Encephalartos inopinus R.A.Dyer
- Encephalartos ituriensis Bamps & Lisowski
- Encephalartos kisambo Faden & Beentje
- Encephalartos laevifolius Stapf & Burtt Davy
- Encephalartos lanatus Stapf & Burtt Davy
- Encephalartos latifrons Lehm.
- Encephalartos laurentianus  De Wild.
- Encephalartos lebomboensis  I.Verd. – zgłowień zululandzki[18]
- Encephalartos lehmannii Lehm.
- Encephalartos longifolius (Jacq.) Lehm.
- Encephalartos mackenziei L.E.Newton
- Encephalartos macrostrobilus Scott Jones & Wynants
- Encephalartos manikensis (Gilliland) Gilliland
- Encephalartos marunguensis  Devred
- Encephalartos middelburgensis Vorster, Robbertse & S.van der Westh.
- Encephalartos msinganus Vorster
- Encephalartos munchii R.A.Dyer & I.Verd.
- Encephalartos natalensis R.A.Dyer & I.Verd.
- Encephalartos ngoyanus I.Verd.
- Encephalartos nubimontanus  P.J.H.Hurter
- Encephalartos paucidentatus Stapf & Burtt Davy
- Encephalartos poggei Asch.
- Encephalartos princeps R.A.Dyer
- Encephalartos pterogonus R.A.Dyer & I.Verd.
- Encephalartos relictus P.J.H.Hurter
- Encephalartos schaijesii Malaisse, Sclavo & Crosiers
- Encephalartos schmitzii Malaisse
- Encephalartos sclavoi De Luca, D.W.Stev. & A.Moretti
- Encephalartos senticosus Vorster
- Encephalartos septentrionalis Schweinf. ex Eichler
- Encephalartos tegulaneus Melville
- Encephalartos transvenosus  Stapf & Burtt Davy
- Encephalartos trispinosus (Hook.f.) R.A.Dyer
- Encephalartos turneri Lavranos & D.L.Goode
- Encephalartos umbeluziensi s R.A.Dyer
- Encephalartos villosus Lem.
- Encephalartos whitelockii P.J.H.Hurter
- Encephalartos woodii Sander